# Ptychoglene erythrophora
Ptychoglene erythrophora är en fjärilsart som beskrevs av Felder 1874. Ptychoglene erythrophora ingår i släktet Ptychoglene och familjen björnspinnare. Inga underarter finns listade.